# Фансара
Фансара (ісп. Fanzara) — муніципалітет в Іспанії, у складі автономної спільноти Валенсія, у провінції Кастельйон. Населення — 370 осіб (2010).

## Географія
Муніципалітет розташований на відстані близько 290 км на схід від Мадрида, 24 км на захід від міста Кастельйон-де-ла-Плана.

## Демографія
Динаміка населення (INE ):

## Галерея зображень

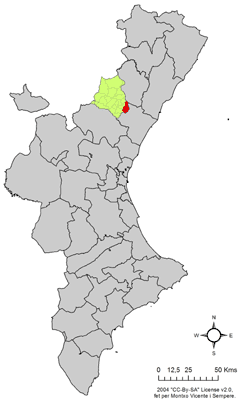
Розташування муніципалітету Фансара у автономній спільноті Валенсія
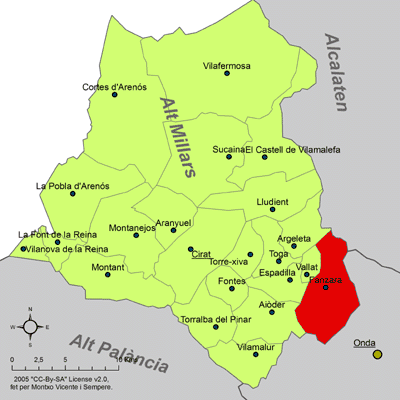
Розташування муніципалітету Фансара у комарці Альто-Міхарес
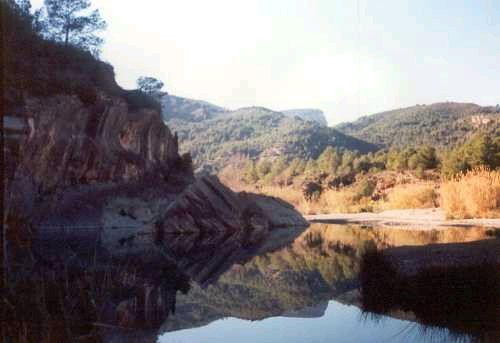
Місцева природа
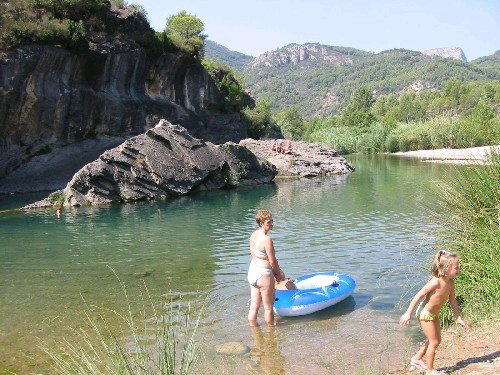
Річка Міхарес